# Pyritis
Pyritis is een vliegengeslacht uit de familie van de zweefvliegen (Syrphidae).

## Soorten
- P. kincaidii (Coquillett, 1895)
- P. montigena Hunter, 1897